# Fimbristylis simpsonii
Fimbristylis simpsonii är en halvgräsart som beskrevs av V.P.Prasad och N.P.Singh. Fimbristylis simpsonii ingår i släktet Fimbristylis och familjen halvgräs. Inga underarter finns listade i Catalogue of Life.